# Cibory (Biała Piska)
Cibory [t͡ɕiˈbɔrɨ] (deutsch Czyborren, 1939–1945 Steinen (Ostpr.)) ist ein Dorf in der polnischen Woiwodschaft Ermland-Masuren, das zur Gmina Biała Piska (Stadt- und Landgemeinde Bialla, 1938–1945 Gehlenburg) im Powiat Piski (Kreis Johannisburg).

## Geographische Lage
Cibory liegt im südlichen Osten der Woiwodschaft Ermland-Masuren, 22 Kilometer südöstlich der Kreisstadt Pisz (deutsch Johannisburg).

## Geschichte
Das kleine nach 1476 Zciborrn, um 1540 Ziborn, nach 1540 Ziborren, um 1579 Zibora, nach 1785 Zyborren, um 1871 Cziborren und bis 1938 Czyborren genannte Dorf wurde 1471 als Freigut mit 35 Hufen durch den Deutschen Ritterorden nach magdeburgischem Recht gegründet.
Zwischen 1874 und 1945 war das Dorf in den Amtsbezirk Belzonzen (1938 in Amtsbezirk Großdorf (Ostpr.) umbenannt) eingegliedert, der zum Kreis Johannisburg gehörte.
Aufgrund der Bestimmungen des Versailler Vertrags stimmte die Bevölkerung im Abstimmungsgebiet Allenstein, zu dem Czyborren gehörte, am 11. Juli 1920 über die weitere staatliche Zugehörigkeit zu Ostpreußen (und damit zu Deutschland) oder den Anschluss an Polen ab. In Czyborren stimmten 160 Einwohner für den Verbleib bei Ostpreußen, auf Polen entfielen keine Stimmen.
Czyborren wurde am 3. Juni (amtlich bestätigt am 16. Juli) 1938 aus politisch-ideologischen Gründen der Abwehr fremdländisch klingender Ortsnamen in Steinen (Ostpr.) umbenannt.
Im Jahre 1945 kam das Dorf in Kriegsfolge mit dem gesamten südlichen Ostpreußen zu Polen und erhielt die polnische Namensform Cibory. Heute ist das Dorf Sitz eines Schulzenamtes (polnisch Sołectwo) und somit eine Ortschaft im Verbund der Stadt- und Landgemeinde Biała Piska (Bialla, 1938–1945 Gehlenburg) im Powiat Piski (Kreis Johannisburg), bis 1998 der Woiwodschaft Suwałki, seither der Woiwodschaft Ermland-Masuren zugehörig.

### Entwicklung der Einwohnerzahl
| Jahr | Anzahl | Anmerkungen |
| ---- | ------ | ----------- |
| 1818 | 85     | [ 7 ]       |
| 1838 | 102    |             |
| 1871 | 161    |             |
| 1885 | 225    |             |
| 1895 | 244    |             |
| 1905 | 238    |             |
| 1910 | 215    | [ 8 ]       |
| 1925 | 274    | [ 7 ]       |
| 1933 | 234    | [ 9 ]       |
| 1939 | 230    | [ 9 ]       |
| 2011 | 97     | [ 10 ]      |

## Religionen
Bis 1945 war Czyborren in die evangelische Kirche Bialla in der Kirchenprovinz Ostpreußen der Evangelischen Kirche der Altpreußischen Union sowie in die römisch-katholische Kirche Johannisburg im Bistum Ermland eingepfarrt. 
Heute gehört Cibory katholischerseits zur Pfarrei Biała Piska im Bistum Ełk der Römisch-katholischen Kirche in Polen. Die evangelischen Einwohner halten sich zur Kirchengemeinde in Biała Piska, einer Filialgemeinde der Pfarrei in Pisz in der Diözese Masuren der Evangelisch-Augsburgischen Kirche in Polen.

## Schule
Im Jahr 1894 wurde Czyborren ein Schulort.

## Verkehr
Cibory liegt südlich der polnischen Landesstraße 58 und ist von dort über Świdry (Schwiddern) auf einer Nebenstraße zu erreichen. Eine Bahnanbindung besteht nicht.